# Incendio en el castillo de Windsor
El Incendio en el Castillo de Windsor, fue un incendio, ocasionado el 20 de noviembre de 1992, cuando el castillo habitado más grande del mundo y una de las residencias oficiales del monarca británico fuera afectado por el dantesco suceso. El castillo sufrió grandes daños y fue reparado por completo en los siguientes cinco años a un costo de £ 36,5 millones, en un proyecto dirigido por los arquitectos de conservación Donald Insall Associates. Condujo a que la reina Isabel II pagara impuestos sobre sus ingresos y a que el Palacio de Buckingham, la otra residencia oficial de la ex monarca, se abriera al público para ayudar a pagar el trabajo de restauración. Este evento fue parte de lo que la reina Isabel II llamó su annus horribilis.

## Cronología

### Etapas iniciales
El incendio comenzó en la Capilla Privada de la Reina a las 11:15 a. m. cuando un foco presionó una cortina contra ella. Agentes de la Casa Real se encontraban en ese momento en la capilla inspeccionando obras de arte. Se disparó una alarma contra incendios en la sala de vigilancia de la brigada de bomberos del castillo, a cargo del Jefe de Bomberos, Marshall Smith. La ubicación del incendio se mostró mediante una luz en un mapa cuadriculado del castillo. Inicialmente, la Torre Brunswick estaba iluminada, pero las luces pronto comenzaron a parpadear, lo que indicaba que el fuego se había extendido rápidamente a las habitaciones vecinas.
Una parte importante de los apartamentos estatales pronto se incendió. Los contratistas de la construcción que trabajaban en una habitación cercana intentaron combatir el incendio con extintores. Las cortinas de 30 pies de largo (9,1 m) finalmente cayeron al suelo y continuaron ardiendo, mientras que los presentes comenzaron a retirar rápidamente las pinturas de la capilla, hasta que el intenso calor y la lluvia de brasas los obligaron a irse a las 11:32 a. m.
A las 11:36 a. m., Smith presionó un interruptor para alertar a la sala de control de la estación de bomberos de Reading. Luego activó la alarma pública contra incendios del castillo y llamó por teléfono al Servicio de Bomberos y Rescate de Royal Berkshire en una línea directa, dando el mensaje: "Castillo de Windsor aquí; tenemos un incendio en la Capilla Privada. Venga al Quadrangle como estaba previsto". El castillo todavía tenía su propia brigada de bomberos de veinte personas, de las cuales seis eran de tiempo completo. Equipados con un Land Rover y una bomba auxiliar, tenían su base en los establos a dos millas al sur del castillo y llegaron al lugar a las 11:41 a. m. Los electrodomésticos del Servicio de Bomberos y Salvamento llegaron a las 11:44 a. m. A las 11:56 a. m., se ordenaron 17 aparatos de bombeo. Una operación para salvar muebles y obras de arte que involucró al personal del castillo, contratistas de construcción y uno de los hijos de la reina, el príncipe Andrés de York, había comenzado en las habitaciones adyacentes al incendio.

### Eventos subsecuentes
A las 12:12 había 20 camiones de bomberos y a las 12:20 había 35. Habían llegado más de 200 bomberos de Londres, Buckinghamshire, Surrey y Oxfordshire, así como de Berkshire. El Comandante del Incidente de Incendios fue David Harper, Jefe Adjunto de Bomberos y Rescate del Servicio de Bomberos y Rescate. El director general, Garth Scotford, estaba fuera del país, de vacaciones.
A las 12:20, el fuego se había extendido a St George's Hall, un salón de banquetes y el más grande de los apartamentos estatales. El número de aparatos contra incendios ascendía ahora a 39 con la asistencia de 225 bomberos. Las mangueras se dirigieron a todos los niveles del edificio que rodea el incendio. Como indicación de la escala del incendio, solo hubo un incendio de 30 aparatos en todo el Gran Londres desde 1973.
A la 1:30 p. m., los comerciantes habían creado cortafuegos en la pared sur del Green Drawing Room (al final de St George's Hall en el lado este del Quadrangle) y en la esquina noroeste de Chester Tower, donde se une con el Grand Corridor. . Los bomberos ya habían comenzado a controlar el fuego, aunque el techo de los apartamentos estatales había comenzado a colapsar.
A las 3:30 p. m., los pisos de la Torre Brunswick se derrumbaron. Los bomberos tuvieron que retirarse temporalmente para ubicar a tres hombres que se perdieron brevemente en el humo, y se retiraron nuevamente porque los hombres desaparecieron temporalmente cuando parte del techo se derrumbó.
A las 4:15 p. m., el fuego había revivido en la Torre Brunswick. Al caer la noche, el fuego se concentró en la torre, que a las 6:30 p. m. estaba envuelta en llamas de hasta 50 pies (15 m) de altura.
A las 7:00 p. m., el techo de St George's Hall finalmente se derrumbó.
A las 8:00 p. m., después de arder durante nueve horas, el fuego estaba bajo control. Continuó ardiendo durante otras tres horas.
A las 23:00 horas se extinguió el incendio principal y a las 2:30 horas se extinguieron los últimos incendios secundarios. Los focos de fuego permanecieron hasta las primeras horas de la mañana, unas 15 horas después de que comenzara. 60 bomberos con ocho aparatos permanecieron en servicio durante varios días más. El fuego se había propagado rápidamente debido a las grandes cavidades y huecos en el techo. Para combatirlo se utilizaron 1,5 millones de galones (7 millones de litros) de agua de la red de suministro de agua, un hidrante alimentado por un embalse, una piscina, un estanque y el cercano Río Támesis.

## Operación de rescate
Además de los varios cientos de bomberos directamente involucrados en el tiroteo, el personal y los comerciantes ayudaron a la brigada de bomberos del castillo y al cuerpo de voluntarios de salvamento a mover muebles y obras de arte de los apartamentos en peligro, incluida una mesa de 46 m (150 pies) de largo y un Alfombra de 37 m (120 pies) de largo desde la Cámara de Waterloo hasta la seguridad de la escuela de equitación del castillo. Fue una operación enorme: se salvaron 300 relojes, una colección de miniaturas, miles de valiosos libros y manuscritos históricos, y dibujos de antiguos Maestros de la Biblioteca Real. Por instrucciones de los bomberos, se dejaron mesas y baúles pesados. Todos los demás artículos se colocaron en láminas gigantes de lona en North Terrace y Quadrangle, y la policía llamó a docenas de camionetas de mudanzas de una gran parte de los condados de origen para transportar artículos a otras partes del castillo.
Miembros de la Casa Real, incluido el decimotercer conde de Airlie, ayudaron en la operación. El Departamento de la Colección Real estuvo especialmente activo, incluido el director, Sir Geoffrey de Bellaigue; el topógrafo de cuadros, Christopher Lloyd; el topógrafo adjunto de las obras de arte de la Reina, Hugh Roberts; la curadora de Print Room, Sra. Roberts; y el bibliotecario, Oliver Everett. La Caballería de la Casa llegó desde el cercano Cuartel de Combermere. Unos 100 oficiales y hombres de los Life Guards resultaron invaluables para mover artículos voluminosos. En total, 125 empleados del castillo, 125 contratistas, 100 militares y 20 empleados de Crown Estate participaron en la operación de salvamento.
No hubo heridos graves ni muertes. Dean Lansdale, decorador de la Capilla Privada, se quemó las manos mientras sacaba los tres o cuatro cuadros que rescató. Fue trasladado a la cirugía real y luego a un hospital. Un portavoz real negó los informes de los medios de que el topógrafo de las imágenes de la Reina había sufrido un ataque al corazón. Cinco bomberos fueron trasladados al hospital con heridas leves.

## Extensión de los daños

### Daños estructurales
La mayor pérdida fue para la estructura del castillo. El falso techo en St George's Hall y el espacio para camiones de carbón debajo del piso permitieron que el fuego se propagara. Ardió hasta la Torre Chester. Varios techos se derrumbaron. Los apartamentos quemados incluyeron el Crimson Drawing Room (completamente destruido), el Green Drawing Room (muy dañado, aunque solo parcialmente destruido por el humo y el agua) y la Capilla privada de la Reina (incluido el órgano Henry Willis de doble cara del siglo XIX en la galería entre St. George's Hall y Private Chapel, paneles de roble, vidrio y el altar).
St George's Hall sobrevivió con las paredes en gran parte intactas, pero el techo se había derrumbado. El Comedor de Estado en la Torre Príncipe de Gales y la Gran Sala de Recepción también quedaron devastados. En total, 100 habitaciones se vieron afectadas por el fuego. Los apartamentos más pequeños dañados o destruidos incluyeron Star Chamber, Octagon Room, Brunswick Tower (cubierta de 12 pies (3,5 m) de escombros), Cornwall Tower, Prince of Wales Tower, Chester Tower, Holbein Room y Great Kitchen, que perdió su yeso cornisa y la mayor parte de la madera medieval. La pared externa sobre la ventana salediza del Crimson Drawing Room (entre el Príncipe de Gales y las Torres Chester) estaba seriamente calcificada.

### Turismo
A los turistas se les permitió ingresar a los recintos dentro de los tres días. La Reina estaba de regreso en la residencia quince días después. La Galería y la Casa de Muñecas de la Reina María reabrieron en diciembre. Los State Apartments reabrieron en 1993 después de que se completó el recableado, con todas las habitaciones principales abiertas para Semana Santa, cuando solo St George's Hall y Grand Reception Room permanecieron cerrados. Por lo tanto, once de las quince salas principales de los apartamentos estatales estaban abiertas y dos aún estaban en proceso de restauración a largo plazo, y dos más habían sido destruidas.

## Proyecto de restauración

### Financiamiento
Inicialmente se temía que costaría 60 millones de libras esterlinas restaurar el castillo, aunque el costo final fue de 36,5 millones de libras esterlinas (equivalente a 62 millones de libras esterlinas en 2019), y que secar el castillo llevaría 10 años.  Los palacios reales ocupados, como el Castillo de Windsor, son demasiado valiosos para asegurarlos, y los artículos de la Colección Real no están asegurados contra pérdida.  El 16 de febrero de 1993, el banco de la Reina, Coutts, anunció un fideicomiso independiente para donaciones privadas para cubrir el costo de la restauración. El 29 de abril de 1993 se anunció que el 70% del costo se pagaría cobrando al público la entrada al recinto del castillo y £ 8 por la entrada al Palacio de Buckingham durante los próximos cinco años. La reina aportó 2 millones de libras esterlinas de su propio dinero y acordó comenzar a pagar el impuesto sobre la renta a partir de 1993, lo que la convierte en la primera monarca británica en hacerlo desde la década de 1930.

### Planeación
El 7 de junio de 1994 se anunciaron los detalles del proyecto de restauración. El estudio de arquitectura Donald Insall Associates fue designado por la Casa Real para hacerse cargo de la restauración, y Sidell Gibson se ocupó de la reconstrucción de St George's Hall y el diseño del nuevo Lantern Lobby y Private Chapel. Más de la mitad de las habitaciones dañadas y destruidas, incluidos los comedores State y Octagon, debían restaurarse como originales. Iba a haber nuevos diseños para el techo de St George's Hall (con vigas de acero de refuerzo en el techo) y East Screen, así como para la Capilla privada de la reina y las habitaciones Stuart y Holbein. Sin embargo, solo la Capilla Privada de la Reina y varias habitaciones modernas debían restaurarse en un estilo moderno.
Los diseños se enviaron a un Comité de Restauración, cuyo presidente era el príncipe consorte Felipe de Edimburgo, y el vicepresidente era príncipe de Gales. Los miembros incluyeron a David Ogilvy, decimotercer conde de Airlie (Lord Chamberlain), Sir Hayden Phillips (Secretario Permanente del Departamento del Patrimonio Nacional), Norman St John-Stevas, Lord St John of Fawsley (Presidente de la Comisión Real de Bellas Artes), Sir Jocelyn Stevens (presidente de English Heritage), Frank Duffy (presidente del Royal Institute of British Architects) y tres altos funcionarios del palacio.
El incendio, a pesar de lo catastrófico que fue, presentó la oportunidad de realizar un nuevo trabajo arquitectónico importante. Aunque criticado por algunas personas que pensaron que carecía de imaginación, los arquitectos creyeron que, dada la historia del edificio y el tejido que se conservaba, la nueva obra tenía que ser gótica.

### Ejecución de las obras
El aparador dorado del comedor estatal, de 19 pies de largo y hecho de raro palo de rosa y roble, fue diseñado originalmente por Augustus Pugin en el siglo XIX. Tuvo que ser replicado por N.E.J., con sede en Rugby. Stevenson usando solo algunas fotografías y descripciones.
Los nuevos diseños para St George's Hall y Queen's Private Chapel fueron aprobados por la Reina el 24 de enero de 1995. Diseñado por el arquitecto Giles Downes, el nuevo techo de St George's Hall es un ejemplo de techo con vigas de martillo. La nueva capilla y los claustros contiguos se realinearon para formar una ruta procesional desde los apartamentos privados, a través de un vestíbulo octogonal, hasta St George's Hall. El nuevo techo de Downes es la estructura de roble verde más grande construida desde la Edad Media y está decorado con escudos de colores brillantes que celebran el elemento heráldico de la Orden de la Jarretera; el diseño intenta crear una ilusión de altura adicional a través de la carpintería gótica a lo largo del techo. Los comentaristas han notado que el trabajo de Downes hace mucho para compensar las dimensiones originalmente defectuosas de la sala. El Lantern Lobby tiene columnas de roble que forman un techo abovedado, imitando un lirio de aro.
La primera etapa de la restauración estructural se completó en mayo de 1996. El acondicionamiento, originalmente planeado para terminar en la primavera de 1998, se llevó a cabo el 17 de noviembre de 1997. La Reina ofreció una recepción en el salón recién restaurado para los arquitectos y contratistas de obras involucrados en el proyecto.